# Le 13 du mois
Le 13 du mois était un magazine mensuel généraliste créé en avril 2010, qui couvrait l'actualité du 13e arrondissement de Paris. Il était distribué en diffusion payante tous les 13 du mois. C'était une publication indépendante, n'appartenant à aucun groupe de presse. Il a cessé de paraître en 2016 après 57 numéros, pour devenir Soixante-Quinze, un magazine conçu par la même équipe éditoriale et couvrant l'ensemble de la capitale.

## Contenu éditorial
Le 13 du mois a traité divers thèmes d'informations locales, tels que la vie de quartier (Olympiades, Butte-aux-Cailles, Gobelins, Rive Gauche, etc.), la communauté chinoise, la vie politique de l'arrondissement, l'actualité judiciaire, l'économie, les programmes immobiliers, le logement, les tendances sociétales, le sport, le patrimoine, la culture, les sorties, etc. Il comportait aussi une rubrique de portraits de personnalités locales, une rubrique gastronomique, une rubrique de sujets consacrés à l'actualité de communes limitrophes de Paris intitulée « Par-dessus le périph' », ainsi qu'une rubrique insolite sur le métro intitulée « Métro, mon amour, ma haine ». 

## Équipe rédactionnelle
En 2012, l'équipe rédactionnelle de ce magazine comprenait neuf rédacteurs et deux photographes.
- Directeur de la publication (et cofondateur) : David Even.
- Directeur de l'information (et cofondateur) : Jérémie Potée.